# 堂安一途
堂安 一途（どうあん かずと）は、長崎県出身の作詞家。アートディレクター、WEBコンサルタント。

## 人物
携帯放送局K-Staitionで「堂安一途の右斜め上から」というラジオ番組を放送しており、K-Stationのチャンネル公式放送では投稿者コメントにより出演者のサポートをしてくれる。
K-Stationの放送がチャンネル公式化する以前は、生主として枠取りを行っていた。
ガンダムヲタクであり、深夜にガンダム放送を行っている。
Rain NoteではSound Horizonの唯一の正式メンバーだった、Aramaryとユニットを組む作詞家であり、K-Stationメンバーの持ち歌の作詞を担当することもある。
2015年10月よりSound Horizonでは胡散臭い男で活躍中のじまんぐと...&Jと言うユニットを結成。

## ディスコグラフィー

### アルバム
- Rain Note
  - LIFE～祈り～（2007年2月21日発売）

1.Intro
2.誕生
3.歩いていこう
4.海風と波のお話
5.手をつなごう（日本テレビ　「1/3娘」　エンディングテーマソング）
6.星空に祈りを
7.TOWA
8.Outro
- アルスマグナ
  - アルスマグナ In The Box （2015年2月18日発売）

1. 姫に届け
2. Real Day’s　（作詞担当）
3. GAN×2!ACTION ~アキラの性分~
4. 桜の樹の下で ~姫色~
5. SWEETS☆TIME
6. おやすみのサイン ~お月様は雲のふとんに~
7. 学園英雄
8. 勝手に親衛隊
9. ARS-TRAVEL
10. 私立九瓏ノ主学園校歌 ~ゴキゲンROCK Ver.~

### シングル
- Rain Note
  - Fellow（2007年4月25日発売）

1.Fellow（テレビ東京　「美少女戦麗舞パンシャーヌ」　エンディングテーマソング）
2.キズナ
3.Fellow（instrumental）
4.キズナ（instrumental）

### 配信限定曲
- 倉原彩果

『everyday is love』 作曲：じまんぐ 2011年8月10日
『深層心理のシンフォニー』 作曲：MICROJAM 2013年3月27日
『ホントの自分』 作曲：MICROJAM 2013年6月5日
- 佐々木由香

『Chance』 作曲：じまんぐ / 編曲：尾飛良幸 2009年11月11日
『Phantom World』 作曲：尾飛良幸 / 編曲：尾飛良幸 2009年12月9日
『EPILOGUE』 作曲：尾飛良幸 / 編曲：尾飛良幸 2010年1月20日
『ガラス越しの冬』 作曲：尾飛良幸 / 編曲：尾飛良幸 2009年2月10日
『おばあちゃんの日常』 作詞：ニコニコ生放送の皆さま（天さんと愉快な仲間たち） / 作曲：尾飛良幸 / 編曲：尾飛良幸 2010年3月2日
『プラスティックムーン』 作曲：藤岡麻美 / 編曲：尾飛良幸 2010年3月10日
『ENGAGE』 作曲：尾飛良幸 / 編曲：尾飛良幸 2010年4月14日
- 鈴愛（レイア）

『Sweetest Summer』 作曲：DJ SIXX / 編曲：尾飛良幸 2009年10月8日
『Summer Time Blue』 作曲：藤岡麻美 / 編曲：尾飛良幸 2009年11月4日
『彼女（あなた）と私の恋愛事情』 作曲：尾飛良幸 / 編曲：尾飛良幸 2009年11月25日
『ダイジョウブ』 作曲：横山守 / 作詞：鈴愛 2010年3月3日
『DISTANCE』 作曲：横山守 / 作詞：鈴愛 2010年4月7日
『Blue vacation』 作曲：DJ SIXX / 作詞：堂安一途 2010年5月19日
- 涼城えみ

『星屑になった青い魚』 作曲：藤岡麻美 / 編曲：尾飛良幸 2010年2月17日
『if』 作曲：藤岡麻美 / 編曲：尾飛良幸 2010年3月17日
- 五月女綾子

『退屈な夜』 作曲：じまんぐ 2010年3月17日
- 梶原加奈江

『全て同じ一日』 作曲：藤岡麻美 / 編曲：尾飛良幸 2010年4月7日
- rainbow wings　（涼城えみ/佐々木由香）

『愛なのかな？恋なのかな？』 作曲：尾飛良幸 / 作詞：堂安一途 2010年5月12日

## インターネットラジオ（アシスタント）
- 大黒摩季「摩季姉恋犬のSHOUT!」

## アートディレクション（デザイン）
（Flashコンテンツ企画制作）
- 浜崎あゆみ
- 相川七瀬
- 倖田來未
- V6
- EXILE
- Acid Black Cherry
- 劇団四季
- オリエンタルランド
- SPEED
- AAA

## アートディレクション（カメラ）
（虹の翼プロジェクト）
- 小田和正
- 長渕剛
- 西田ひかる
- 藤井フミヤ
- 高見沢俊彦
- GAKU-MC
- 赤坂泰彦

## WEBコンサルティング
- 東京ヴェルディー1969